# Agricola (brætspil)
Agricola er et brætspil fra 2007 konstrueret af Uwe Rosenberg, illustreret af Klemens Franz og udgivet af flere spilforlag. Målet i spillet er at have den mest velafbalancerede bondegård efter 14 runder, med pointgivning for pløjemarker, græsning, sædekorn og afgrøder, husdyr, værelser i huset og familiemedlemmer.
Spillet blev lanceret i 2007 på messen Spiel i Essen, hvor det i Fair Plays afstemning blev placeret som årets næstbedste. Z-Man Games udgav den engelske version i juli 2008.
Spillet har blandt andet vundet en Spiel des Jahres-specialpris for komplekse spil i 2008  og, også i 2008, Deutscher Spiele Preis.
I 2013 udgav Uwe Rosenberg Caverna: The Cave Farmers, der genbruger spilmekanikker fra Agricola.

## Spillets gang
Hver spiller begynder med et bondepar i et lille hus og med et i øvrigt tomt markområde. Hver omgang kan spilleren udføre en handling for hvert voksent familiemedlem. Eksempler på handlinger er at indsamle en ressource (ler, træ, korn eller sten), pløje, så, bage brød, bygge hegn, anskaffe en type husdyr (får, vildsvin, ko), bygge nye rum og få et barn. Spillet handler i høj grad om at forsørge sin familie og at afbalancere bondegårdens tilvækst.
Spillet går over 14 runder med 6 høstfaser (efter runderne 4, 7, 9, 11, 13 og 14).

## Priser
Spillet har vundet flere priser:
- 2007
  - vinder af Meeples' Choice Award
- 2008
  - BoardGameGeek Golden Geek, vinder i Game of The Year
  - Spiel des Jahres (Tyskland), specialpris for komplekst spil
  - optaget i den østrigske Hall of Games.
  - J.U.G. (Portugal), vinder i Årets spil
  - Deutscher Spiele Preis (Tyskland), vinder i Årets spil
  - International Gamers Award-vinder, Strategi-/flerspiller-spil
  - Hra roku (Tjekkiet), vinder
  - Spiel der Spiele (Østrig) Spiele Hit für Experten
  - Tric Trac d'or (Frankrig), vinder i Årets spil
  - Jda "Juego del Año en España" (Spanien) [6]
- 2009
  - BoardGamer.ru Årets spil
  - Lucca Games Best of Show (Italien), sidepris for bedst spilmekanik
  - vinder af Nederlandse Spellenprijs
  - Ludoteca Ideale, Årets spil
  - Jogo do Ano 2008 Spiel Portugal (Portugal) [7]
  - Gra Roku - Game of the Year (Polen), vinder
  - Gra Roku - Gamers' Choice (Polen), vinder
  - Gra Graczy - Gamesfanatic.net (Polen), vinder
  - Golden Ace (Frankrig), juryens valg
  - Les 3 Lys (Canada), Hobbyist Game-vinder